# 義大利鐵路車站列表

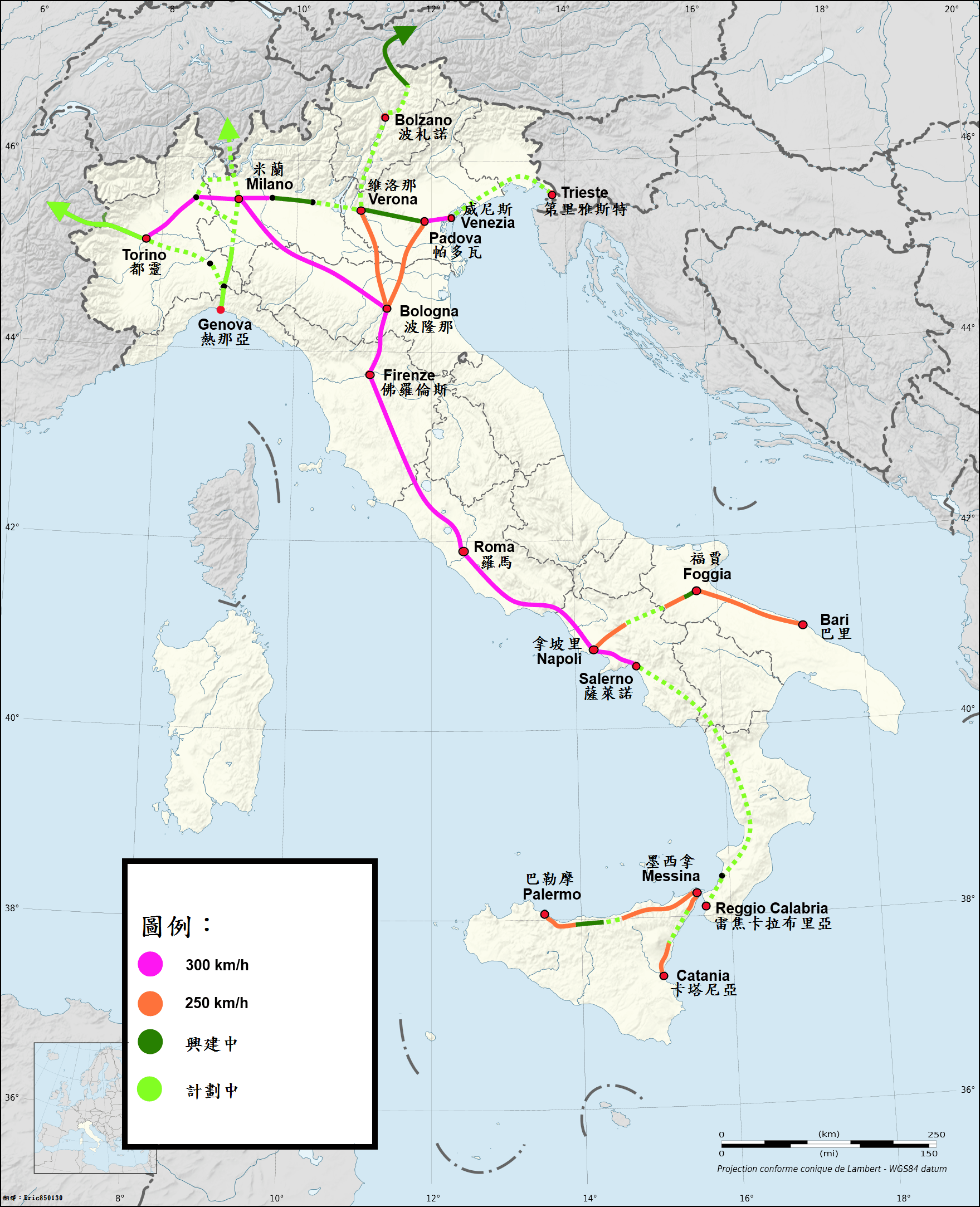
義大利高速鐵路路網圖，標示有主要的鐵路車站位置

本條目為義大利鐵路車站概況，在義大利，大部分的車站由義大利鐵路網公司（義大利語：Rete Ferroviaria Italiana）營運；少部分是由國家承認的私人和區域性公司經營。

## 車站分級
義大利鐵路網公司將下轄車站分為四個等級：由高至低依序為白金（Platino）、黃金（Oro）、白銀（Argento）和青銅（Bronzo）。
白金級車站每日平均運量須超過6,000名乘客，並提供高速列車/長途列車服務，通常為意大利各城市的主要車站。目前有以下白金級車站：
- 巴里中央車站
- 博洛尼亞中央車站
- 佛羅倫斯新聖母瑪利亞車站
- 熱那亞王子廣場車站
- 熱那亞布利吉奧萊車站
- 米蘭中央車站
- 米蘭加里波底門站
- 那不勒斯中央車站
- 帕多瓦車站
- 巴勒莫中央車站
- 比薩中央車站
- 羅馬奧斯蒂恩塞車站
- 羅馬特米尼車站
- 羅馬提布提納車站
- 都靈新門車站
- 威尼斯聖露西亞車站
- 威尼斯梅斯特雷車站
- 維羅納新門車站

## 最繁忙的鐵路車站列表
數據為2014年之統計，目前暫列出排名前10位的車站：
| 排名 | 車站名稱                 | 圖片 | 年進出人次 (百萬) | 月台數量 | 城市名稱 | 大區         |
| ---- | ------------------------ | ---- | ----------------- | -------- | -------- | ------------ |
| 1    | 罗马特米尼车站           |      | 150               | 32       | 羅馬     |              |
| 2    | 米兰中央车站             |      | 120               | 24       | 米蘭     |              |
| 3    | 都靈新門車站             |      | 70                | 20       | 杜林     | 皮埃蒙特大区 |
| 4    | 佛羅倫斯新聖母瑪利亞車站 |      | 59                | 19       | 佛羅倫斯 | 托斯卡纳大区 |
| 5    | 博洛尼亞中央車站         |      | 58                | 28       | 波隆那   |              |
| 6    | 羅馬提布提納車站         |      | 51                | 20       | 羅馬     |              |
| 7    | 那不勒斯中央車站         |      | 50                | 25       | 那不勒斯 | 坎帕尼亚大区 |
| 8    | 米蘭卡多爾納車站         |      | 33.1              | 10       | 米蘭     |              |
| 9    | 威尼斯梅斯特雷車站       |      | 31                | 13       | 威尼斯   | 威尼托大区   |
| 10   | 威尼斯聖路濟亞車站       |      | 30                | 16       | 威尼斯   | 威尼托大区   |

## 依大區
以下為義大利各大區的鐵路車站列表，點擊地圖可連結至主頁面。

## 外部連結
维基共享资源上的相關多媒體資源：義大利鐵路車站列表
- 於bueker.net上的義大利鐵路車站地圖 （页面存档备份，存于）